# فيض أباد (طبس مسينا)
فیض أباد (بالفارسية: فیض‌آباد) هي مستوطنة تقع في إيران في قسم طبس مسینا الريفي. يقدر عدد سكانها بـ 329 نسمة بحسب إحصاء 2016.